# 假面騎士鄂鬥
《假面騎士AgitΩ》，是由日本東映製作的《假面騎士系列》第2部平成系列特攝作品，於2001年（平成13年）1月28日至2002年1月27日期間每週日上午8時在朝日電視台首播。
本作收視率冠絕平成歷代，紀錄維持廿載至今未破，奠定環扣解謎的連續劇模式，並正式確立複數騎士的設定。亦是《假面騎士系列》30週年紀念作兼首部於21世紀開播的假面騎士電視劇集作品，當天剛巧是原作者石之森章太郎逝世三週年。

## 作品特色
- 本作是《假面騎士系列》30週年紀念作品，同時是整個平成年代最高收視率的作品。
- 首部由白倉伸一郎擔任總製作人、井上敏樹擔當主筆編劇的假面騎士作品，二人往後持續為系列奠定深厚基礎及各樣元素。
- 主題為弒神，貫徹「敵我同源」的精神。
- 海洋船難謎團為伏筆。
- 進一步確立連續劇模式，並且以群像戲多線推進。
- 首度以複數騎士為三大主角：繼承空我型態轉換的AGITO、野性生物般的GILLS、人工研發機械風格的G3；甚至故事後期登場，復刻昭和造型、近似怪人外觀的ANOTHER AGITO，騎士之間有明確的互相戰鬥。
- 假面騎士的腰帶核心是賢者之石，力量來源於「白神」的因子，超越以往地球生物以外的文明和次元。本作以後再無變身腰帶藏於人類肉體內的假面騎士。
- 首度引入人工製造的假面騎士「裝著系統」，為後來的作品開先河。
- 二騎扮演者要潤的出道作品，並且人氣急升，但他並沒有仿效其他演員的偶爾回歸，至今未有客串出現。不過近年他有邀請台前幕後在官方Youtube頻道共聚吃飯，大談當年拍攝點滴，感情依舊不變。

## 故事概要
空我離去後，一件遠古裝置被巨浪沖上沖繩孤島海岸。與此同時，由不可思議生命體造成的離奇的不可能殺人事件突然接連發生。
警視廳稱這些不可能殺人事件的犯人為「不明生命體」（Unknown）。另一方面，警視廳組成了「不明生命體對策班」（SAUL：Squad of Anti Unidentified Lifeforms），專責調査Unknown所犯下的離奇殺人事件。
甫分發到SAUL的年輕刑警，「救人英雄」冰川誠。與身受瀕死重傷後，對自己身上發生的變化感到恐懼的大學生，「不幸孤狼」葦原涼。以及失去記憶，卻能憑藉本能前往擊倒Unknown的青年，「樂觀家政男」津上翔一。故事就從這三人的命運相互交錯之中展開了。

### 特別篇
新的Unknown又出現了!! 本次故事從被害者的不明粉末化死法開始，翔一遇見了以前熟識的醫生朋友，G3效率不如從前，決定開始量產，並徵召G3-Mild測試員..
本次故事帶出翔一的內心世界，結尾也埋下了劇場版《Project G4》的伏筆。

## 用語
- 曉號

一艘輪船，約在2000年中在瀨戶內海出事，導致船上所有人都獲得超能力成為超能力者。構成本作故事大綱的關鍵。
津上翔一、木野薰、葦原和良(葦原涼之父)等人都是當中乘客，他們自身甚至其血親(如葦原涼)也成為了超能力者甚至Agito。而氷川誠則為拯救“曉”號乘客的英雄。這種相遇也成為了本作的基礎。
- 不明生命體（Unknown）

本作新登場的怪人。由於各方面跟在前作《假面騎士空我》出現的未確認生命體存在巨大差異，為分辨2者而擁有此命名。
起初，Unknown主要的襲擊對象被氷川誠等人認為是超能力者及其血親，實為“曉”號的乘客及其血親。
而這理論在故事中期女王蜂型Unknown觸角被斬斷後曾失控攻擊無相關人士。
为隶属于“神（暗之力）”的相当于传说里天使的存在,本作称呼为「尊者」。
- 未確認生命體對策班（SAUL）

本作警方對抗敵方怪人的機關，起初是為對抗未確認生命體而設立，後來因Unknown肆虐而將目標改為Unknown。
成員包括氷川誠、小沢、尾室。氷川誠負責裝著戰鬥，小沢負責開發系統，尾室負責監視系統運作。G貨櫃車為他們的基地。
G系列假面騎士的開發部門。故事早期的作戰單位為假面騎士G3，G3毀壞後則換裝G3-X。
於《假面骑士ZI-O》中尾室隆弘已經從該機關晉升為隊長。

## 本作登場假面骑士

### 假面骑士亚极陀（AgitΩ）
亚极陀(AgitΩ)由津上翔一變身而成 ，其戰鬥方式以格鬥為主。頭上的角展開時，AgitΩ的能力會提升至極限，繼而給敵人致命一擊。

#### 型態
| 型態名稱              | 簡介 | 外觀                                                                                       | 能力 | 必殺技 | 備注 |
| Ground Form 大地型態  | 原文： Agito的通常型態，第01話登場，主要以「大地之力」產生出超人的力量。 身高：195cm 體重：90kg 拳擊力：7t 踢擊力：15t 跳躍力：30m 行動速度：100m需時5秒                                    | 盔甲以金色為主                                                                             | 並無特殊武器，單純以身體戰鬥，被稱為「超越肉體之金」。 |        | |
| Storm Form 暴風型態   | 第02話登場，將「風之力」集於左臂後發動的型態 身高：198cm 體重：89kg 拳擊力：7t（左手）、3t（右手） 踢擊力：5t 跳躍力：50m 行動速度：100m需時4.5秒                                           | 全身變為蓝色盔甲                                                                           | 以速度見長的型態。使用「暴風戰戟（Storm Halberd）」長槍型武器，被稱為「超越精神之青」。                                                                                            |        | |
| Flame Form 火焰型態   | 第08話登場，將「炎之力」集於右臂後發動的型態 身高：200cm 體重：90kg 拳擊力：5t（左手）、10t（右手） 踢擊力：7t 跳躍力：20m 行動速度：100m需時5.5秒                                          | 全身變為赤色盔甲                                                                           | 以力量見長的型態。使用「火焰軍刀（Flame Saber）」軍刀型武器，被稱為「超越感覺之赤」。                                                                                              |        | |
| Trinity Form 三重型態 | 第26話翔一恢復記憶時首次登場，集大地、風、炎之力，所變身而成的「三位一體」之戰士型態 身高：200cm 體重：90kg 拳擊力：7t（左手）、10t（右手） 踢擊力：15t 跳躍力：50m 行動速度：100m需時4.5秒 | 身體是金色的「大地型態」裝甲，右臂是赤色的「火焰型態」裝甲，左臂則是青色的「暴風型態」裝甲 | 同時使用「火焰軍刀」及「暴風戰戟」為武器。 |        | 但在第27話，卻因飛踢的衝擊力過大，翔一再度失去記憶，「三重型態」也隨之再度被封印。直到在《平成騎士對昭和騎士 假面騎士大戰 feat.超級戰隊》、《假面騎士ZI-O》再度出現。 |
| Burning Form 燃燒型態 | 第34話首次出現。隨著翔一希望獲得力量自我強化的意志，而顯露出來的威力升級型態 身高：200cm 體重：95kg 拳擊力：25t 踢擊力：15t 跳躍力：15m 行動速度：100m需時6秒                               | 主體為暗紅色                                                                               | 將全身筋肉發揮到極限的「究極筋肉」之戰士，化成火焰的能量於上半身四處噴出。腕力的提升成為必殺技之一。武器則是「閃耀彎刀（Shining Caliber）」展開而成的「單刀模式（Single Mode）」。 |        | |
| Shining Form 閃耀型態 | 第37話登場，在太陽光輝照耀下，由燃燒型態表皮剝落後發動的型態，Agito的最終形態。 身高：202cm 體重：89kg 拳擊力：25t 踢擊力：45t 跳躍力：75m 行動速度：100m需時4秒                            | 顯露出銀色閃耀胸甲                                                                         | 力量由腕力轉移至踢力，配合「技」的加強而成為AGITO最強型態。踢力的提升成為必殺技之一。武器則是「閃耀彎刀（Shining Caliber）」分解成的「雙刀模式（Twin Mode）」                      |        | |

#### 電單車
機械龍捲風（Machine Tornador）
原本是翔一的愛車「HONDA VTR1000F・FIRESTORM」。翔一變身成Agito的同時，腰帶「賢者之石」所散發的能量令其出現變化，性能和車體硬度都得到提升，可直接衝撞Unknown使之受創。
- 最高時速：430km/h
- 馬力︰520ps

機械龍捲風 滑翔模式（Machine Tornador Slider Mode）
機械龍捲風被「黑衣青年」施予神秘力量後，所變化而成的輔助戰鬥模式。藉由車身拉長，車輪上揚轉與地面平行後，於空中高速漂浮移動，增強必殺技威力。
- 最高時速：720km/h
- 馬力︰520ps

### 幪面超人Gills
Agito的另一種型態，由葦原涼變身而成，於第6話登場。與Agito為類似的存在，能力也跟Agito不相伯仲，不過Gills的造型較具野獸感，由於是「不完全」體態，所以變身時必須消耗變身者能源，導致變身者的身心日遭侵蝕，身體有快速且明顯的老化現象。後期由於葦原涼得到風谷真魚的超能力幫助而復活，老化現象不再出現。

#### 型態
| 型態名稱                | 簡介 | 外觀                                                                       | 能力 | 必殺技 | 備注 |
| Gills Form 磯烙使型態   | 磯烙使的通常型態，於第6話首次出現。 身高：200cm 體重：100kg 拳擊力：10t 踢擊力：20t 跳躍力：50m 行動速度：100m只需5s   | 全身以綠色為主，造型較具野獸感                                             | 能力也跟Agito不相伯仲，武器是身上的牙、爪、觸手和踵爪。其中踵爪往往是GILLS給敵人致命一撃的利器。初登場時更會啃咬「Unknown」。 |        | 由於是「不完全」體態，所以變身時必須消耗變身者能源，導致變身者的身心日遭侵蝕，身體有快速且明顯的老化現象。                         |
| Exceed Gills 超越磯烙使 | 磯烙使的究極體，於第39話首次出現。 身高：200cm 體重：100kg 拳擊力：15t 踢擊力：30t 跳躍力：65m 行動速度：100m需時4.2秒 | 外觀上，除了多了許多伸出尖銳的觸角之外，胸口亦多了一顆金黃色的「賢者之石」 | |        | 與基爾斯的「不完全」體態不同，超越基爾斯幾乎是不死之身的存在，甚至還有進化為亞極陀的可能性（這點在《假面騎士DECADE》中獲得證實）。 |

#### 電單車
Gills Raider
GILLS變身的同時，涼全身細胞會與其愛車「HONDA XR250」融合，變化為Gills專用電單車。它能與Gills意志相通，且能自動行走、自我修復。快速行駛時，其左右兩側尾翼還會自動伸長。
- 全長：2000mm
- 最高時速：360km/h
- 馬力︰345ps

### G系列裝著騎士系統
G系假面騎士是未確認生命體對策班（SAUL）為了對抗未確認生命體而製造的裝甲強化服「裝作系統」。
G3系統（假面骑士G3）
警視廳所開發的假面騎士型強化服－「裝著系統」G3（GENERATION-3），曾分別由「未確認生命體對策組」的冰川誠及「搜查第一課」的北條透所裝著。 G3系統配備不少專用武器：GM-01 Scorpion（麥林手槍）、GG-02 Salamander（榴彈發射器）、GS-03 Destroyer（高頻率劍）。據說G3是以未確認生命體4號，即空我為藍本所開發出來的武器。力量為常人10倍，必殺威力20t，但AGITO故事裡的怪人已經是不同於未確認生命體的生物。所以G3系統變得無甚用處，每逢近戰更是必敗無疑。若沒AGITO相助，否則根本無法戰勝對手。於第22話被發狂的磯烙使破壞半邊面罩，系統報廢。至第49話再次登場。
- 裝著員：冰川誠→ 北條透 (第9-11話）→冰川誠→ 尾室隆弘（第49-50話）
- 身高：192cm
- 體重：150kg
- 拳擊力：1t
- 腳踢力：3t
- 跳躍力：10m
- 行動速度：100m需時10秒

G3-X系統（假面騎士G3-X）
小澤澄子將毀壞了的G3系統原來數據重組，強化了G3系統原來的能力，進而開發的新型盔甲強化服－G3-X 裝著系統，於第23話正式登場。原本裝載著裝著員對敵人的理想攻擊的AI機能，但由於AI水平太高，導致除了到達無我境界的津上翔一以外的人根本無法自由操縱，於是小澤澄子聽從老師的勸告將其使用「抑制晶片」降低AI水平 (卸載?)。武器方面除了以前的GM-01 Scorpion、GG-02 Salamander、GS-03 Destroyer外，還增加了GA-04 Anthares（電線錨鉤）、GX-05 Cerberus（加特林機槍）、GK-06 Unicorn（電磁匕首）等戰鬥武器。戰鬥時立即能使用，有自動合身機能。其中新武器的GX-05 Cerberus在解除密碼（312）後和GM-01 Scorpion組合而成的機關槍模式威力匹敵亞極陀的「雷霆飛腿」，可以說是G3-X的最強必殺技。然而G3-X仍留下了G3的最大缺點，即近戰仍是頗遜色。
- 裝著員：冰川誠→ 津上翔一（第24話－25話）→冰川誠 → 北條透（第49-50話）→ 冰川誠
- 身高：192cm
- 體重：176kg
- 拳擊力：2.5t
- 腳踢力：7.5t
- 跳躍力：20m
- 行動速度：100m需時8秒

G3系統（量產型）（假面騎士G3-MILD）
於《假面騎士顎門 全新變身》登場，是G3系統的量產型。由尾室隆弘擔任著裝者。雖然第一次使用，但是威力不強。
- 裝著員：尾室隆弘
- 身高：185cm
- 體重：125kg
- 拳擊力：1t
- 腳踢力：2t
- 跳躍力：5m
- 行動速度：100m需時13.5秒

G4系統（假面騎士G4）
於《劇場版 假面騎士Agito Project G4》登場。本是G3系統的後續機型。戰鬥力強勁，但因有很多缺點所以沒製造出來。後被深海理砂偷去了設計圖而製造出來，並選水城史郎為裝著員。此系統功能眾多，其中有一項是可以利用超能力者的預知能力而判斷敵人將要出現的位置和下一步的行動，後因G4受不住超能力者的預知能力而暴走，被G3-X打敗。
- 裝著員：水城史朗
- 身高：198cm
- 體重：187kg
- 拳擊力：4t
- 腳踢力：13t
- 跳躍力：25m
- 行動速度：100m需時7.5秒

#### 車輛
Guard Chaser
G3、G3-X以及G3-MILD的電單車座駕。冰川著裝後便會駕著他從G貨櫃車後面出發，裡面裝置著G3的各種武器。
G貨櫃車
G3 Unit和G3-X Unit的基地。裝著員在此裝著變成G3、G3-X和G3-Mild。同時是控制員監察G3、G3-X和G3-Mild活動的地方和Guard Chaser收藏的地方。

### 另類亞極陀（Another AgitΩ）
第35話登場，由木野薫變身，能力與Agito不相伯仲，但是屬於人心扭曲的演化。
外形結合Unknown和Agito的設計，如牙齒和羽毛類似Unknown，頭上的角則類似Agito，不過是永遠展開的(如Agito Burning Form和Shining Form)。複眼為紅色。
攻擊方式以近身戰為主，亦有像Gills般撕咬對手的攻擊方式。劇中亦有使用槍械攻擊的情況。能力數值設定跟Agito Shining Form接近。
Kamen Rider將Kino Kaoru變成了轉換帶和ank點。 因為它接收到Ellord因子，所以牙齒和羽毛在Unknown中很常見。 複眼顏色為紅色。 基本上，它只與肉彈子鬥爭，但有時使用敵人的武器。 雖然在作品中被誤認為是Agito，但是頭部角落的大小等外觀上的差異很嚴重。
由於頭部的角和Agitohorn總是被部署，價格上的規格和戰鬥能力等於閃亮形式，但沒有裝備武器或形態變化能力。如果想獲得更多的力量，例如當一種特殊的技術被激活時，嘴巴處的破碎機就會打開，牙籤的器官就會暴露出來。此外，武器和腳趾和生物體的爪子器官提供了攻擊援助（未在劇中使用）。
因為並非萬代要求商品化的項目，而是東映自行設計的追加騎士，因此取名比較隨意，當時人氣之高不亞於三位主角騎士。劇中被稱為“另一個Agito”，而在一些書籍、雜誌和玩具中，它被寫成“Kamen Rider Another Agito”。 在節目製作網站上，沒有第一次定義名稱，Kakimoto標記為“Kino Agito”。直至2020年東映的假面騎士圖鑑中正式命名為“Kamen Rider Another Agito” 。
它的特殊動作是“突擊踢”，它使用破碎機吸收足部能量並進行跳躍。 破壞力為40噸。
根據“MASKED RIDER AGITO ART WORKS”，設計主題是“Masked Rider 1”。 從雙肩肩胛骨中出來的圍巾的翅膀意識到了假面騎士V3。

### V1系統
第23話登場，於同話被破壞。因警視廳有感G3系統太弱，且已損毀而下令由多個科學家共同研發，與G3-X同時開發的另一組裝作系統，外型與機械戰警相似，槍擊有效擊退Unknown，惟與G3-X一同測試時被暴走的G3-X破壞。
V1系統（V1-SYSTEM）
- 裝著員：北條透
- 身高：185cm
- 體重：207kg
- 拳擊力：1t
- 腳踢力：4t
- 跳躍力：15m
- 行動速度：100m需時7.5秒

## S.I.C. 英雄傳說
「幪面超人亞極陀」有兩個獨立的英雄傳說故事，第一個「幪面超人亞極陀 天國之門」是與假面騎士Faiz聯動，新引入幪面超人幻想亞極陀及敵人Dog Lord /狗型操冥使徒，2003年10月至2004年3月於Hobby Japan連載。
另一個是「幪面超人亞極陀 G1計劃」延續電影版「幪面超人亞極陀 G4計劃」，新引入G系列的Generation 1系統(即幪面超人G1，被Hydrozoa Lord盜用)、Generation 2系統、幪面超人G4-X及幪面超人G4-X專用的電單車Road Chaser，叧有敵人Hydrozoa Tegula，2007年10月至2008年1月於Hobby Japan連載。
2012年8月至11月於Hobby Japan連載幪面超人Gills為主題的小說「幪面超人基爾斯-背負幪面超人名字的男人」。
- 登場角色

| 幪面超人                        | 變身者        | 簡介 |
| 幪面超人幻想亞極陀 Mirage Agito | 間口正一      | 「幪面超人亞極陀 天國之門」登場，本為津上翔一的朋友，由於早前受到迫害，曉號事件之後聯合黑神的Dog Lord (亦為狗型操冥使徒)遺害人間，最後被Agito擊殺。                                                                             |
| 幪面超人G1                      | Hydrozoa Lord | 於「幪面超人AGITO-Project G1」登場，是未確認生命體對策班最初製造的系统，亦稱為G1系统，以未確認生命體第4號（假面騎士KUUGA）的造型為藍本，所以樣貌酷似幪面超人Kuuga。被Hydrozoa Lord惡用，配合G2系統(武器)，是G系列中最強的系統。 |
| 幪面超人G4-X                    | 冰川誠        | 於「幪面超人AGITO-Project G1」登場，水城史朗死後冰川覺得G3-X有需要加強實力，於是小澤澄子以G4的裝甲為藍本裝上G3-X，系統更穩定戰鬥力更強，配合專用的電單車Road Chaser。                                                           |
| ANOTHER AGITO                   | 真島浩二      | 於「幪面超人基爾斯-背負幪面超人名字的男人」登場，另一名曉號生還的船員，其亞極陀之力甦醒後繼承木野醫生的遺願，外號與木野亞極陀一樣，惟胸甲如幪面超人亞極陀的金色。                                                               |

「天國之門」章節
1. 発端
2. 亞極陀
3. 操作
4. 奇想
5. 能力者
6. Alpha及Omega

「G1計劃」章節
1. Generation 1
2. G3-X
3. V1
4. ΑGITΩ

「背負幪面超人名字的男人」章節
1. Doctor
2. Machine
3. Metamorphose
4. Gon

## 番外篇
假面騎士亞極陀的電視特別篇《全新變身》（原文：新たなる変身）

### 故事背景
新的Unknown又出現了!! 本次故事從被害者的不明粉末化死法開始，翔一遇見了以前熟識的醫生朋友，G3效率不如從前，決定開始量產，並徵召G3-Mild測試員..
本次故事帶出翔一的內心世界，結尾也埋下了劇場版《Project G4》的伏筆。

### 新登場人物
國枝東
為一名心理醫生，在翔一被救起到住進美杉家這段期間幫助他很多，兩人間有著奇妙的羈絆，當翔一失意時，也能適時點醒他。
兒子廣樹因承受不了Agito的力量而自殺。

### 演員列表
| 角色                | 演員                 |
| 津上翔一【Agito】   | 賀集利樹             |
| 葦原涼 【Gills】    | 友永雄亮             |
| 冰川誠 【G3-X】     | 要潤                 |
| 風谷真魚            | 秋山莉奈             |
| 小澤澄子            | 藤田瞳子             |
| 北條透              | 山崎潤               |
| 尾室隆弘【G3-MILD】 | 柴田明良             |
| 國枝東              | 京本政樹（特別出演） |

## 播放列表
以下時間以當地時間（日本時間）為準：
| 日本首播香港首播     | 集數 | 標題漢譯         | 登場Unknown怪人（配音） | 導演       |
| -------------------- | ---- | ---------------- | --- | ---------- |
| 2001/01/282003/12/07 | 1    | 戰士的覺醒       | - ジャガーロード - パンテラス・ルテウス（声 - 山野井仁：1話） - パンテラス・アルビュス（声 - 山野井仁） - パンテラス・トリスティス（声 - 山野井仁）                           | 田崎竜太   |
| 2001/02/042003/12/14 | 2    | 藍色的風暴       | - ジャガーロード - パンテラス・ルテウス（声 - 山野井仁：1話） - パンテラス・アルビュス（声 - 山野井仁） - パンテラス・トリスティス（声 - 山野井仁）                           | 田崎竜太   |
| 2001/02/112003/12/21 | 3    | 我的變身！       | - トータスロード - テストゥード・オケアヌス - テストゥード・テレストリス | 長石多可男 |
| 2001/02/182003/12/28 | 4    | 拼圖解讀         | - トータスロード - テストゥード・オケアヌス - テストゥード・テレストリス | 長石多可男 |
| 2001/02/252004/01/04 | 5    | 第三戰士         | - スネークロード - アングィス・マスクルス（声 - 柴本浩行） - アングィス・フェミネウス（声 - 兵藤まこ）                                                                        | 六車俊治   |
| 2001/03/042004/01/11 | 6    | 哀傷的妖拳       | - スネークロード - アングィス・マスクルス（声 - 柴本浩行） - アングィス・フェミネウス（声 - 兵藤まこ）                                                                        | 六車俊治   |
| 2001/03/112004/01/18 | 7    | 記憶的片斷       | - クロウロード - コルウス・クロッキオ（声 - 塩野勝美） | 田崎竜太   |
| 2001/03/182004/02/01 | 8    | 紅色的炎劍       | - クロウロード - コルウス・クロッキオ（声 - 塩野勝美） | 田崎竜太   |
| 2001/03/252004/02/08 | 9    | 第二個G3         | - オクトパスロード - モリペス・オクティペス（声 - 千田義正） | 長石多可男 |
| 2001/04/012004/02/15 | 10   | 銀之點和線       | - オクトパスロード - モリペス・オクティペス（声 - 千田義正） | 長石多可男 |
| 2001/04/082004/02/22 | 11   | 相連的過去       | - ゼブラロード - エクウス・ノクティス（声 - 柴本浩行） - エクウス・ディエス（声 - 柴本浩行）                                                                                  | 石田秀範   |
| 2001/04/152004/02/29 | 12   | 湖中激突！       | - ゼブラロード - エクウス・ノクティス（声 - 柴本浩行） - エクウス・ディエス（声 - 柴本浩行）                                                                                  | 石田秀範   |
| 2001/04/222004/03/07 | 13   | 父親的線索       | - スコーピオンロード - レイウルス・アクティア（声 - 宗矢樹頼） | 田崎竜太   |
| 2001/04/292004/03/14 | 14   | 最強的踢擊       | - スコーピオンロード - レイウルス・アクティア（声 - 宗矢樹頼） | 田崎竜太   |
| 2001/05/062004/03/21 | 15   | 陷阱的開始       | - ジャッカルロード - スケロス・ファルクス（声 - 千田義正） | 長石多可男 |
| 2001/05/132004/03/28 | 16   | 奇怪的女人……     | - ジャッカルロード - スケロス・ファルクス（声 - 千田義正） | 長石多可男 |
| 2001/05/202004/04/04 | 17   | 捕獲作戰！       | - ジャッカルロード - スケロス・ファルクス（声 - 千田義正） | 長石多可男 |
| 2001/05/272004/04/11 | 18   | 新的首腦         | - ハイドロゾアロード - ヒドロゾア・イグニオ（声 - 佐藤正治） | 石田秀範   |
| 2001/06/032004/04/18 | 19   | 解散決定？       | - ハイドロゾアロード - ヒドロゾア・イグニオ（声 - 佐藤正治） | 石田秀範   |
| 2001/06/102004/04/25 | 20   | 某天覺醒         | - クイーンジャガーロード - パンテラス・マギストラ（声 - 西川宏美） - ジャガーロード - パンテラス・キュアネウス（声 - 宗矢樹頼：20話） - パンテラス・ルベオー（声 - 宗矢樹頼） | 鈴村展弘   |
| 2001/06/242004/05/01 | 21   | 暴走的力量       | - クイーンジャガーロード - パンテラス・マギストラ（声 - 西川宏美） - ジャガーロード - パンテラス・キュアネウス（声 - 宗矢樹頼：20話） - パンテラス・ルベオー（声 - 宗矢樹頼） | 鈴村展弘   |
| 2001/07/012004/05/09 | 22   | 命運的對決       | - ビーロード - アピス・ウェスパ（声 - 塩野勝美：22話） - アピス・メリトゥス（声 - 高田由美）                                                                                  | 田崎竜太   |
| 2001/07/082004/05/16 | 23   | 擁有資格的人     | - ビーロード - アピス・ウェスパ（声 - 塩野勝美：22話） - アピス・メリトゥス（声 - 高田由美）                                                                                  | 田崎竜太   |
| 2001/07/152004/05/23 | 24   | 完美的機械       | - スティングレイロード - ポタモトリゴン・ククルス（声 - 塩野勝美） - ポタモトリゴン・カッシス（声 - 塩野勝美：25話）                                                          | 長石多可男 |
| 2001/07/222004/05030 | 25   | 激突再來！       | - スティングレイロード - ポタモトリゴン・ククルス（声 - 塩野勝美） - ポタモトリゴン・カッシス（声 - 塩野勝美：25話）                                                          | 長石多可男 |
| 2001/07/292004/06/06 | 26   | 蘇醒的記憶       | - クイーンクロウロード - コルウス・イントンスス（声 - 米本千珠：26話） - クロウロード - コルウス・ルスクス（声 - 千田義正） - コルウス・カルウス（声 - 千田義正）（27話）     | 石田秀範   |
| 2001/08/052004/06/13 | 27   | 涼、死去……       | - クイーンクロウロード - コルウス・イントンスス（声 - 米本千珠：26話） - クロウロード - コルウス・ルスクス（声 - 千田義正） - コルウス・カルウス（声 - 千田義正）（27話）     | 石田秀範   |
| 2001/08/122004/06/20 | 28   | 那個夏日         | - シーアーチンロード - エキヌス・ファメリカーレ（声 - 山野井仁） | 佐藤健光   |
| 2001/08/192004/06/27 | 29   | 數字之謎！？     | - フィッシュロード - ピスキス・アラパイマ（声 - 塩野勝美） | 佐藤健光   |
| 2001/08/262004/07/04 | 30   | 隱藏的力量       | - クラブロード - クルスタータ・パレオ（声 - 田中亮一） - オルカロード - ケトス・オルキヌス（声 - 土屋利秀）（31話）                                                           | 長石多可男 |
| 2001/09/022004/07/11 | 31   | 人的居住所       | - クラブロード - クルスタータ・パレオ（声 - 田中亮一） - オルカロード - ケトス・オルキヌス（声 - 土屋利秀）（31話）                                                           | 長石多可男 |
| 2001/09/072004/07/18 | 32   | Gills復活        | - エルロード - 水のエル - オルカロード - ケトス・オルキヌス | 長石多可男 |
| 2001/09/162004/07/27 | 33   | 出現的敵人       | - エルロード - 水のエル - オルカロード - ケトス・オルキヌス | 金田治     |
| 2001/09/232004/08/01 | 34   | 互相呼喚的靈魂   | - エルロード - 水のエル - マンティスロード - プロフェタ・クルエントゥス（声 - 土屋利秀）                                                                                      | 金田治     |
| 2001/09/302004/08/08 | 35   | 謎之救世主       | - エルロード - 水のエル（35話） - クロウロード - コルウス・カノッスス（声 - 藤田瞳子） - フィッシュロード - ピスキス・セラトゥス（声 - 柴本浩行）                             | 長石多可男 |
| 2001/10/072004/08/15 | 36   | 第四位男子       | - エルロード - 水のエル（35話） - クロウロード - コルウス・カノッスス（声 - 藤田瞳子） - フィッシュロード - ピスキス・セラトゥス（声 - 柴本浩行）                             | 長石多可男 |
| 2001/10/142004/08/22 | 37   | 闇之戰士         | - リザードロード - ステリオ・デクステラ（声 - 佐藤正治：37話） - ステリオ・シニストラ（声 - 佐藤正治）                                                                        | 渡邊勝也   |
| 2001/10/212004/08/29 | 38   | 其真面目……       | - リザードロード - ステリオ・デクステラ（声 - 佐藤正治：37話） - ステリオ・シニストラ（声 - 佐藤正治）                                                                        | 渡邊勝也   |
| 2001/10/282004/09/05 | 39   | Gills咆哮        | - リザードロード - ステリオ・デクステラ（声 - 佐藤正治：37話） - ステリオ・シニストラ（声 - 佐藤正治）                                                                        | 鈴村展弘   |
| 2001/11/112004/09/12 | 40   | 共同戰線！       | - ジャッカルロード - スケロス・グラウクス（声 - 柴本浩行） | 鈴村展弘   |
| 2001/11/182004/09/19 | 41   | 光與闇           | - エルロード - 水のエル 強化体 | 田崎竜太   |
| 2001/11/252004/09/26 | 42   | 破曉號           | - エルロード - 水のエル 強化体 | 田崎竜太   |
| 2001/12/022004/10/03 | 43   | 蠢動的黑暗       | - エルロード - 水のエル 強化体 - オウルロード - ウォルクリス・ウルクス（声 - 酒井敬幸）                                                                                       | 長石多可男 |
| 2001/12/092004/10/10 | 44   | 與父親與姐姐……   | - オウルロード - ウォルクリス・ウルクス - ファルコンロード - ウォルクリス・ファルコ（声 - 土屋利秀）                                                                          | 長石多可男 |
| 2001/12/162004/10/17 | 45   | 被奪去的力量     | - ファルコンロード - ウォルクリス・ファルコ - ヘッジホッグロード - エリキウス・リクォール（声 - 堀本等）                                                                      | 金田治     |
| 2001/12/232004/10/24 | 46   | 戰士的羈絆       | - ファルコンロード - ウォルクリス・ファルコ - ヘッジホッグロード - エリキウス・リクォール（声 - 堀本等）                                                                      | 金田治     |
| 2001/12/302004/10/31 | 47   | 天空的怪人！     | - エルロード - 風のエル - 地のエル（49-51話） - 地のエル 強化体（51話） | 石田秀範   |
| 2002/01/062004/11/07 | 48   | 星辰的支配者     | - エルロード - 風のエル - 地のエル（49-51話） - 地のエル 強化体（51話） | 石田秀範   |
| 2002/01/132004/11/14 | 49   | 絕滅的足音       | - エルロード - 風のエル - 地のエル（49-51話） - 地のエル 強化体（51話） | 長石多可男 |
| 2002/01/202004/11/21 | 50   | 現在、是戰鬥之時 | - エルロード - 風のエル - 地のエル（49-51話） - 地のエル 強化体（51話） | 長石多可男 |
| 2002/01/272004/11/28 | 51   | 鄂鬥             | - エルロード - 風のエル - 地のエル（49-51話） - 地のエル 強化体（51話） | 長石多可男 |

- 除了第28集，其餘集數的編劇皆為井上敏樹；而第28集的編劇為小林靖子。

## 音樂

### 主題歌
- （中譯：假面騎士AGITO）（2－35話、51話作為片尾曲）

作詞：藤林聖子　作曲：三宅一徳　編曲：大木理紗　歌：石原慎一
- （中譯：假面騎士AGITO～24.7 版本～~）（36－50話，TVSP）

作詞：藤林聖子　作曲：三宅一徳　編曲：大木理紗　歌：石原慎一

### 插曲
- 『BELIEVE YOURSELF』（1話-29話，TVSP，51話）

作詞：藤林聖子  作曲兼編曲：三宅一徳  歌：風雅直人
- 『Stranger in the dark』（9話，僅僅使用了一話）

作詞：藤林聖子  作曲兼編曲：佐橋俊彥  歌：坂井紀雄
- 『MACHINE TORNADER』 （14話、40話）

作詞：藤林聖子 作曲兼編曲：三宅一徳  歌：石原慎一
- 『DEEP BREATH』 （26話-48話）

作詞：藤林聖子 作曲：野村義男 編曲：RIDER CHIPS 歌：ROLLY（RIDER CHIPS Featuring ROLLY）
- 『もうひとつの仮面の戯曲』（第40話、第42話）

作詞：藤林聖子 作曲、編曲：佐橋俊彦 歌：白石圭美

## 製作團隊

### 製作人員
- 製作人：松田佐栄子（朝日電視台）、白倉伸一郎、武部直美、塚田英明（東映）
- 原作：石之森章太郎
- 顧問：小野寺章（石森プロ）
- 編劇：井上敏樹、小林靖子（第28集）
- 導演：田﨑竜太、長石多可男、六車俊治、石田秀範、鈴村展弘、金田治、佐藤健光、渡辺勝也
- 音樂：佐橋俊彦
- 攝影：松村文雄、
- 助導：鈴村展弘、田澤裕一、黒木浩介、柴崎貴行  等
- 武術指導：山田一善、宮崎剛
- 角色設計：早瀬
- 怪人設計：出渕裕、草彅琢仁
- 製作：朝日電視台、東映、ASATSU-DK

### 動作演員
- 假面騎士颚斗/亞極陀（大陸地區翻譯）：高岩成二
- 假面騎士基烙使/基尔斯（大陆地区翻译）：押川善文
- 假面騎士G3、假面騎士G3-X：伊藤慎
- Another AgitΩ：白井雅士
- Unknown怪人：矢部敬三、藤榮史哉

## 其他相關媒體

### 特別篇
- 《全新變身》（原文：新たなる変身）

### 劇場版
- 《劇場版 假面騎士Agito Project G4》（2001年9月22日）

- 《劇場版 假面騎士Decade 全騎士 VS 大修卡》（2009年8月8日）

- 《假面騎士平成Generations Forever》（2018年12月22日）

### 電視影集
- 《假面騎士ZI-O》

津上翔一/澤木哲也/假面騎士Agito、假面騎士G3-X/尾室隆弘、風谷真魚 第31-32話登場。

### 外傳
- 《假面戰隊五騎士》

木野薰/另類Agito

## 超級英雄時間相關條目
- 《百獸戰隊牙吠連者》

## 海外播放

### 香港
香港亞視本港台曾於2003年12月7日至2004年12月11日期間每週六晚間7時30分首播粵語配音版，本作是最後一部於該台播映的幪面超人劇集。

### 台灣
本作是唯一未在台灣播映的平成假面騎士劇集。